# Salvia brandegeei
Salvia brandegeei es una planta herbácea perteneciente a la familia de las lamiáceas. Es originaria de Estados Unidos.

## Descripción
Es un arbusto de hoja perenne que alcanza un tamaño de hasta 3-4 metros en su hábitat nativo. Durante muchos años, se pensaba que sólo era un endemismo de Santa Rosa Island, una de las Islas del Canal de California. En los años 1960 y 1970, seis colonias se encontraron en Baja California. En el cultivo, la planta alcanzará 4-5 metros de altura y hasta 2,1 m de ancho. Tiene hojas oscuras verdes gratinadas, de alrededor de 7-10 cm de largo y 1,5 cm de ancho. Las flores de color lavanda pálido miden alrededor de 2 cm de largo, y están dispuestas en verticilos bien espaciados. El cáliz violeta, gris, que combina con los labios abiertos de las flores, hacen que sea una flor muy vistosa.

## Taxonomía
Salvia brandegeei fue descrita por Philip Alexander Munz y publicado en Bulletin of the Southern California Academy of Sciences 31(2): 69. 1932.
Etimología
Ver: Salvia
brandegeei: epíteto otorgado en honor del botánico estadounidense, Townshend Stith Brandegee.
Sinonimia
- Audibertia stachyoides var. revoluta Brandegee	[3][4]